# コンスタンチン・パヴロヴィチ
コンスタンチン・パヴロヴィチ（ロシア語: Константи́н Па́влович, ラテン文字転写: Konstantin Pavlovich, 1779年4月27日 - 1831年6月27日）は、ロシアの皇族。ロシア大公、ツェサレーヴィチ（1799年 - 1831年）。パーヴェル1世の次男。1825年に帝位継承権を放棄し、これが契機となってデカブリストの蜂起が起きたことは非常に有名である。皇帝に即位することはなかったが、コンスタンチン1世と呼ばれることもある。

## 生涯

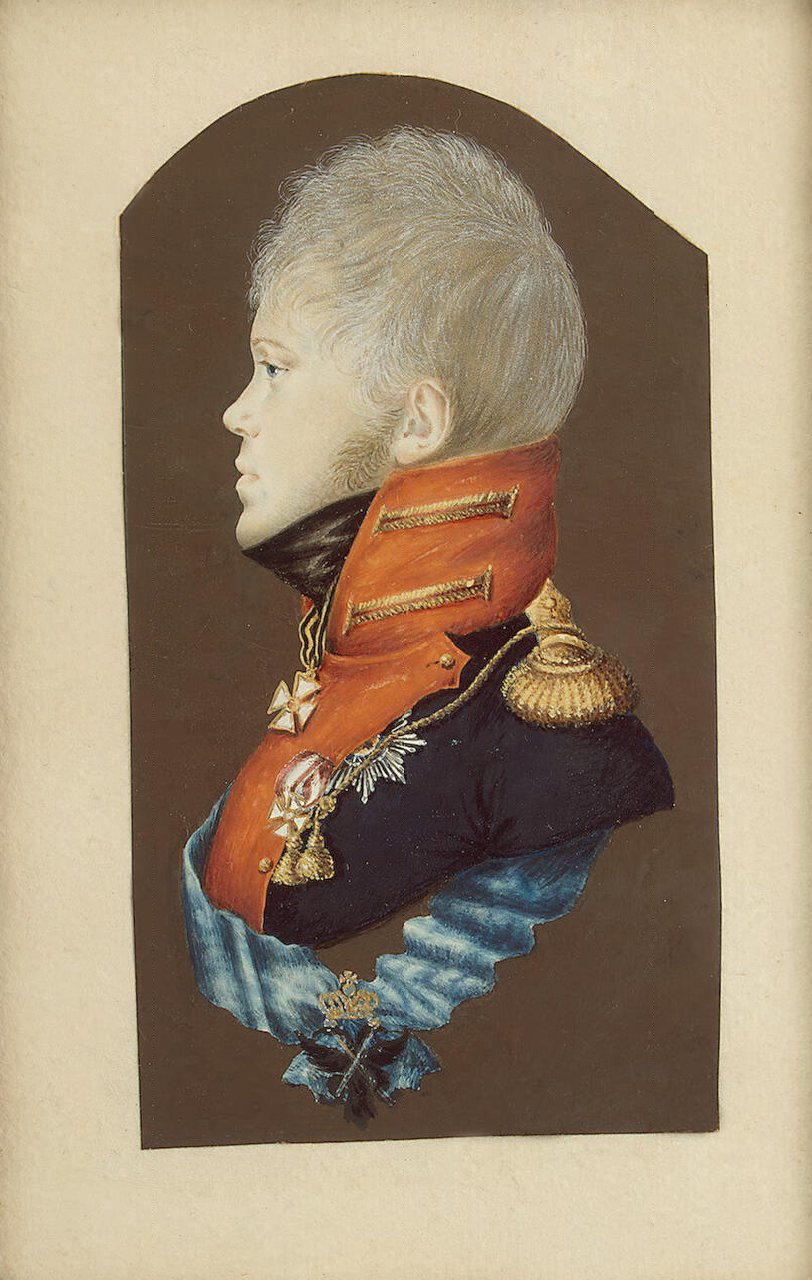
コンスタンチンの横顔を描いた肖像

1779年4月27日、ツェサレーヴィチであったパーヴェル・ペトローヴィチ大公とその妃のヴュルテンベルク公女マリア・フョードロヴナとの間に次男として、ツァールスコエ・セローで生まれた。コンスタンチンはパーヴェルの子供たちの中では、容貌も性格も一番父によく似ていた。祖母のエカチェリーナ2世から、復活を夢見る東ローマ帝国の皇帝となることを期待されていたため、コンスタンティヌス大帝にちなんだ洗礼名を授けられた。
コンスタンチンは生まれてすぐエカチェリーナ2世のもとに引き取られた。エカチェリーナ2世は初孫のアレクサンドル・パヴロヴィチ（後のアレクサンドル1世）と同様、コンスタンチンの身心の教育に関しても自分がきめ細かく監督しようとした。しかし女帝はいつもの習慣から、自分が信頼を置く人物に孫の教育を一任した。ニコライ・イヴァノヴィチ・サルトゥイコフ伯爵がコンスタンチンの実質的な守役となったが、サルトゥイコフには皇子の養育は荷が勝ちすぎたようで、伯爵はよほどのことがなければコンスタンチンのすることに口出ししなかった。このため、やんちゃで落ち着きが無く、わがままな皇子の性格はそのままにされた。1783年から1795年まで女帝の孫息子たち2人の教育監督者を務めたセザール・ラ・アルプだけが、コンスタンチンの人格教育を行ったと言えるただ一人の人物であった。
エカチェリーナ2世は1796年2月26日、16歳のコンスタンチンをザクセン＝コーブルク＝ザールフェルト公フランツの三女で14歳になるユリアーネ（アンナ・フョードロヴナ）と結婚させた。アンナにとってはコンスタンチンは粗野で子供っぽい人物であり、彼との結婚生活は苦痛でしかなく、1799年には夫と別居した。そして1801年にはついにコーブルクの実家に帰ってしまった。コンスタンチンは1814年になって妻を連れ戻そうとしたことがあったが、アンナの断固たる抵抗にあって引き下がるのを余儀なくされた。

### ナポレオン戦争

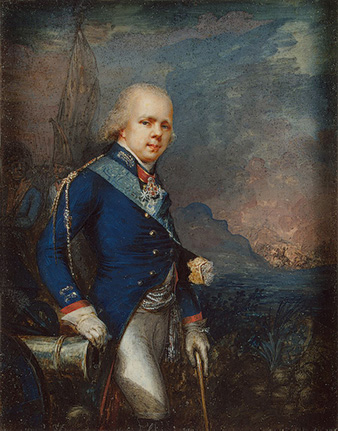
1799年のノーヴィの戦いにおけるコンスタンチン

この不幸な結婚生活の間に、コンスタンチンはアレクサンドル・スヴォーロフ将軍の麾下で最初の軍事遠征に参加した。バッシニャーノの戦いでは自らの失策がロシア軍の敗因となったが、ノーヴィの戦いでは勇猛果敢さを示して軍人としての誉れを得た。皇帝となっていた父パーヴェル1世は次男の手柄を喜び、国家の基本法によれば帝位継承者だけに与えられる「ツェサレーヴィチ」の称号をコンスタンチンに与えた。パーヴェルはこの頃から長男アレクサンドル（1796年よりツェサレーヴィチだったため、2人のツェサレーヴィチが並立した）に対して不信感を抱いていたが、コンスタンチンに対するこの措置が、長男を排除して次男を後継者にしようとするパーヴェル1世の用意周到な計画の一端だったのかどうかは、不明である。
コンスタンチンは帝位を獲得しようとはしなかった。1801年に父帝が暗殺された後は、乱脈な独り者の生活を謳歌した。コンスタンチンは政治には関わろうとしなかったが、軍隊には外面を気にしてではなく心から親近感を覚えていた。1805年の戦役では近衛軍の司令官を務め、アウステルリッツの戦いではロシア軍の敗因の一端を作った。1807年の戦役でも、相変わらず軍人としての無能ぶりと運のなさを晒した。
ティルジットの和約締結後、コンスタンチンはナポレオン1世の熱烈な崇拝者になり、露仏同盟の支持者となった。このため、フランスとの同盟は破滅も同然だと考える兄アレクサンドル1世の信頼を失ってしまった。コンスタンチンにはこうした兄の気持ちが理解できなかった。1812年にモスクワがフランス軍によって陥落させられた後ですら、コンスタンチンはナポレオン1世との早急な同盟締結を主張した。そしてミハイル・クトゥーゾフ元帥と一緒になって、ロシア軍は国境を越えてまでフランス軍を追撃しない方がよいと意見した。
戦役の間、ミハイル・バルクライ・ド・トーリ将軍はコンスタンチンによる支離滅裂な指揮で軍を敗北に追い込まないよう、2度もコンスタンチンを戦闘指揮から外す必要に迫られた。ドイツとフランスでの戦いにおけるコンスタンチンの役割もまるで無に等しかった。1813年8月26日のドレスデンの戦いでは、コンスタンチンは軍事に関する知識のなさから肝心のところで失敗を犯したが、ラ・フェール＝シャンプノワーズの戦いでは勇敢なところを見せて称賛を勝ち得た。パリでは、コンスタンチンは大した戦功もないのに名将ぶって人々の嘲笑の的になった。大公がパリで最初に訪れた場所は厩舎であり、また彼は自分の宿舎でも軍隊を並べて行進や訓練を行わせていたと言われる。

### ポーランドの統治者
アレクサンドル1世がコンスタンチンを自分の創設したポーランド会議王国の事実上の副王に任命したことにより、コンスタンチンにも国政における重要な役割が与えられることになった。コンスタンチンは被征服国ポーランドを抑圧し、軍国化する任務を負った。コンスタンチンは会議王国の軍総司令官の地位を授けられ、1819年にはロシア領リトアニア地域の総司令官の地位をも手に入れた。リトアニアはかつてポーランドとともにポーランド・リトアニア共和国を構成していたことから、両地域を束ねる必要があったのだった。
アレクサンドル1世の政治方針は復古体制のヨーロッパに較べればリベラルな方だった。古典的自由主義者は教育、研究、経済活動の自由を謳歌できた。しかしポーランドでは肝心の自治が許されず、予算、軍事、通商を自分たちの手で決めたいというポーランド人たちの欲求は高まっていった。ボナヴェントゥラ・ニェモヨフスキとヴィンツェンティ・ニェモヨフスキの兄弟を指導者とするカリシュ派の抗議運動が始まり、ポーランドにおける司法権の独立度をさらに高めるよう要求した。アレクサンドル1世はこの抗議活動を自由の「濫用」と見なし、5年間の国会（セイム）開催の停止を命じ、コンスタンチンにどんな手段に訴えてでも会議王国の秩序を守り抜くように厳命した。
不安に駆られたコンスタンチンは、兄に命じられた秩序維持を政府に表立って反抗していない人々にまで押しつけようとした。コンスタンチンは秘密警察（ロシア帝国内務省警察部警備局）の組織力を強化し、ポーランド人の愛国運動を弾圧したが、これは多くのポーランド人から非難の的になった。コンスタンチンはまたカリシュ派に代表される自由主義者たちに嫌がらせをし、地方行政と軍における要職をポーランド人から奪ってロシア人に与え、ポーランド人の部下たちをしばしば侮辱したり暴力を振るったりしたため、士官たちの間にも大公に対する不満が鬱積した。国会は相変わらずロシアとの同君連合を支持する人々が主として議席を占めていたが、その議員たちでさえ、コンスタンチンのまるで自分が憲法だと言わんばかりの居丈高な振る舞いは目に余ると感じていた。
1820年3月20日、妻アンナとの結婚が19年におよぶ別居生活の末にようやく解消された。そしてその2ヵ月後の5月27日、コンスタンチンはポーランドの貴族女性ヨアンナ・グルジンスカ伯爵夫人と再婚した。ヨアンナはロヴィチ公爵夫人と妃殿下の称号を与えられたが、コンスタンチンは貴賤結婚の代償としてロシア帝位継承権を放棄しなければならなかった。放棄の手続きは極秘裏に行われ、1822年に完了した。ヨアンナとの再婚後、コンスタンチンは「第二の故郷」ポーランドに対する愛着をますます強めた。

### 正式な帝位放棄、暗殺の危機
1825年12月1日にアレクサンドル1世が崩御すると、コンスタンチンが帝位継承放棄の文書にサインしていたことを知らなかった弟のニコライ大公は、サンクトペテルブルクでコンスタンチンの皇帝即位を宣言した。しかしその数日後、コンスタンチンは事情を明かして帝位を放棄した。このことが公に知れると、北方結社は秘密集会を開いて連隊所属の士官たちにニコライに対して忠誠を誓わないよう誓約させた。こうして、デカブリストの蜂起が発生した。
弟ニコライ1世の治世に入っても、コンスタンチンは以前の地位を保った。デカブリスト蜂起にポーランド人が果たした役割に関する見解をめぐり、早くもコンスタンチンとニコライ1世との間には意見の相違が生じた。コンスタンチンはポーランドでもう何年もの間続けられている独立のための組織的陰謀が存在することをひた隠しにし、会議王国の軍隊と官僚組織は帝国に忠誠を誓っていると弟に頑なに信じ込ませようとした。皇帝の東方政策の結果、1828年に露土戦争が起きると、兄弟の間の不和は突然に表面化した。コンスタンチンの強硬な反対のため、ポーランド軍は戦争に動員されなかった。
1830年11月になると、コンスタンチンに対する暗殺計画がワルシャワで練られるようになったが、陰謀者たちは暗殺の企てにも、また軍の部隊全体を陰謀に引き入れることにも失敗した。2つの部隊だけが陰謀に加担して武器庫を占拠したが、これが発端となって多数の人々が武装して蜂起に参加し、11月蜂起が勃発した。コンスタンチンは反乱者たちに対してロシア軍を投入するのを拒否し、「ポーランド人が起こした暴動はポーランド人が収めよ」と言い放つと、蜂起した群衆を会議王国政府に任せてロシア国境内に退却した。それどころか彼はポーランドの蜂起軍の兵士たちが勝利すると、誇らしく思うと発言しさえした。
1831年6月27日、コレラに罹ったコンスタンチンは蜂起が鎮圧されるのを見届けないままヴィチェプスクで世を去った。コンスタンチンが宮廷の社交儀礼を守らず、アレクサンドル1世をはじめとした自分の家族にことあるごとに反抗的な態度を示したことは、ロシアにおいては勇敢であり、粋でさえあると受け止められた。しかしポーランドでは、コンスタンチンは軍人にとっても一般市民にとっても冷酷な支配者、非道な暴君でしかなく、ポーランド文学においても専制君主として描かれる。